# Bernd Schneider (coureur)

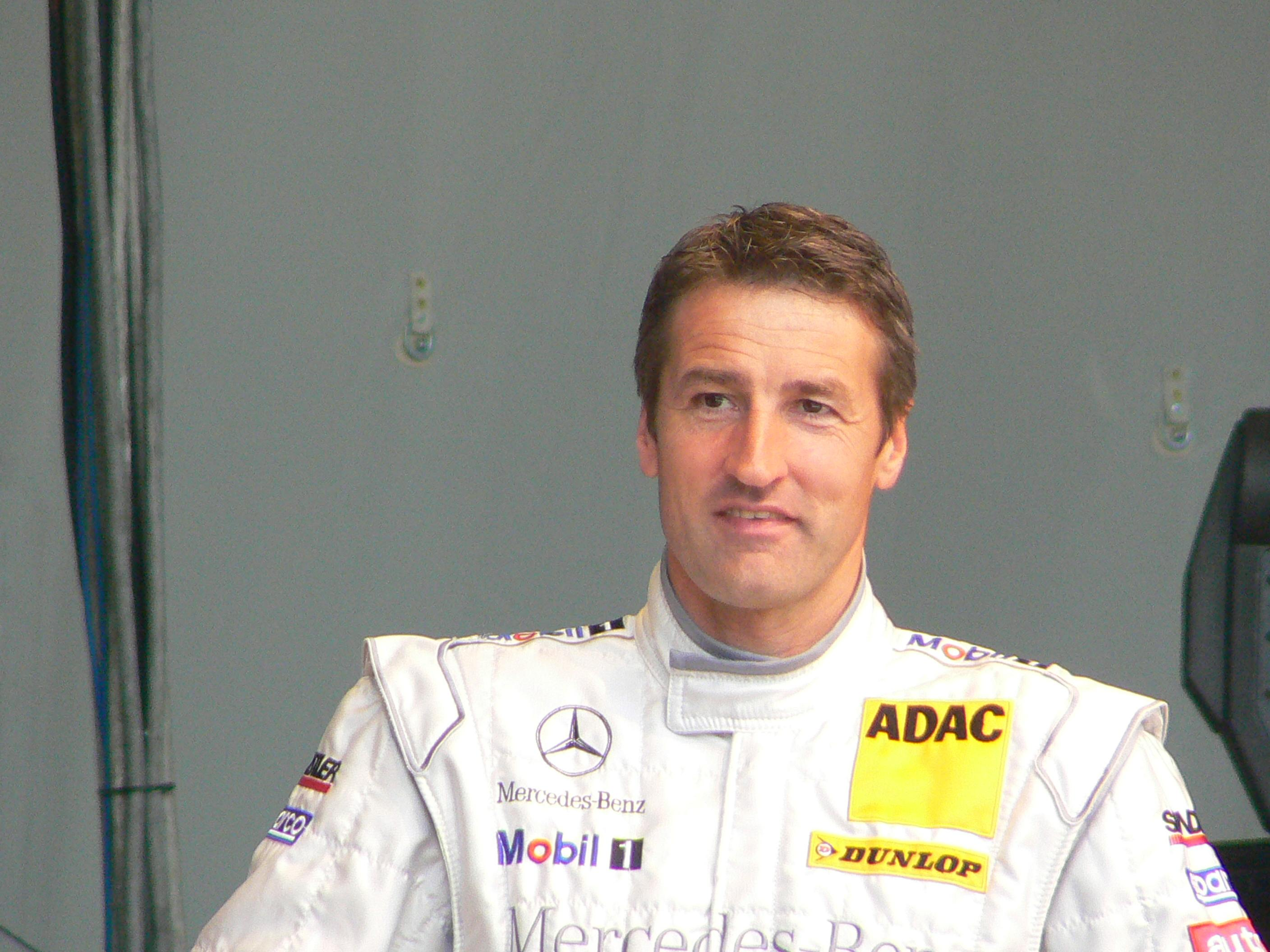
Bernd Schneider

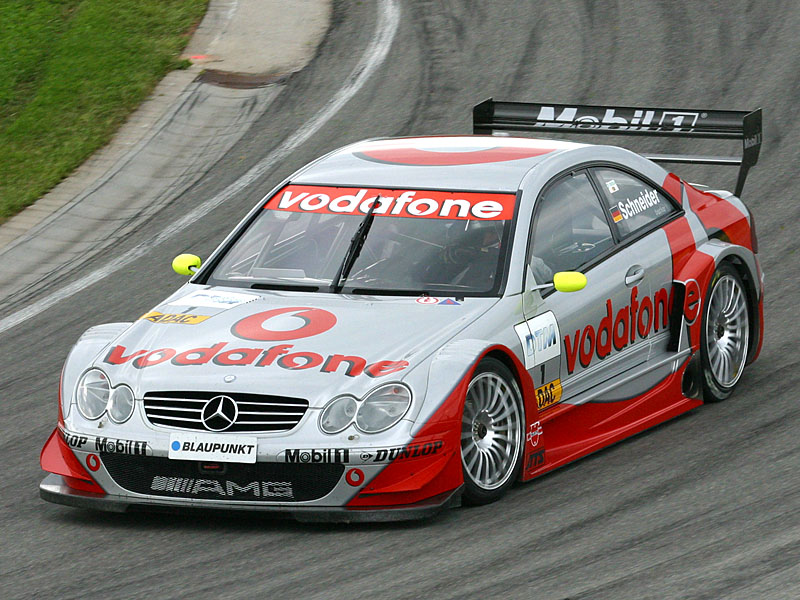
Bernd Schneider op de Sachsenring in 2002

Bernd Schneider (St. Ingbert, 20 juli 1964) is een Duitse autocoureur. Zijn grootste triomfen behaalde hij in de Deutsche Tourwagen Meistershaft (DTM), vandaar zijn bijnaam 'Mr DTM'.

## Carrière
De carrière van Bernd Schneider begint in 1976 net als bij de meeste coureurs, in het karten. In 1980 behaalde hij zijn eerste titel als kartkampioen. Na in 1983 het Afrikaans kartkampioenschap te hebben gewonnen, stapte hij over naar de Formule Ford. In 1986 reed Schneider zijn eerste jaar het Duits Formule 3-kampioenschap en behaalde daar een jaar later de titel.
Mede door die titel kreeg hij in 1988 de kans in de Formule 1 te rijden (bij Zakspeed). Twee seizoenen Formule 1 waren echter geen groot succes, en in 1990 maakte hij de overstap naar de Porsche Cup. Hier werd hij direct kampioen. In 1991 reed hij voor Porsche in het IMSA-kampioenschap.
In 1992 maakte Bernd Schneider de overstap naar de DTM, en reed daar voor Mercedes-Benz. In zijn eerste drie jaar DTM behaalde Schneider wisselende resultaten, maar reed over het algemeen vooraan mee. Dit vertaalde zich in 1995 in zijn eerste DTM-titel. In 1995 werkte de DTM samen met het ITC-kampioenschap (dat onder leiding stond van Bernie Ecclestone), en in 1996 verdween de naam DTM. Na 1996, waarin Schneider 2e werd, werd het populaire kampioenschap om onduidelijke redenen opgedoekt.
Bernd Schneider ging voor Mercedes-Benz het FIA GT-kampioenschap rijden, en werd in 1997 in deze serie kampioen. In de jaren 1998 en 1999 kon Schneider om de titel strijden, maar behaalde deze niet.
In 2000 werd door de Duitse autofabrikanten Mercedes-Benz, Audi en Opel het DTM nieuw leven ingeblazen. Bernd Schneider behaalde in dit eerste jaar de titel, en herhaalde dat in 2001. Daarna werd Schneider nog in 2003 en 2006 DTM-kampioen.
In 2008 haalde hij zijn 43e en laatste DTM-overwinning op de Nürbürgring.
Zijn laatste race reed Bernd Schneider op 26 oktober 2008 op de Hockenheimring. Hij behaalde in deze race de 6e plaats.
Bernd Schneider is in de DTM recordkampioen. In totaal behaalde hij in 226 DTM-starts 43 overwinningen, 25 pole positions en reed 59 keer de snelste ronde. Dit alles leverde hem 5 DTM-titels op; geen andere coureur was in de DTM zo succesvol.Is in 2013 actief als coureur in de verschillende langeafstandraces. Won in 2013 de 24 uur van Dubai, 12 uur van Bathurst, 24 uur van de Nürburgring en 24 uur van Spa-Francorchamps allen  met een Mercedes-Benz SLS AMG GT3 voor de teams Black Falcon en HTP Motosport.